# Milizsystem (Schweiz)

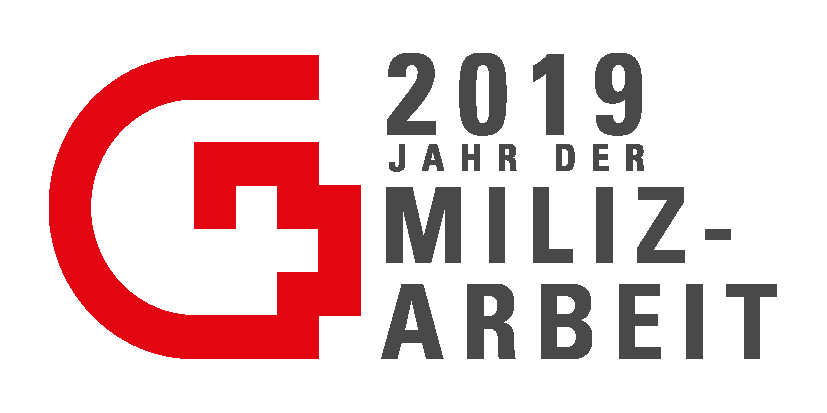
Logo Jahr der Milizarbeit 2019

Als Milizsystem oder Milizprinzip bezeichnet man den Teilaspekt (Organisationsprinzip) des politischen Systems der Schweiz, wonach öffentliche Aufgaben meist nebenberuflich ausgeübt werden. In der Schweizer Beteiligungsdemokratie gilt das Milizwesen als zentrale Säule neben der direkten Demokratie, dem Föderalismus und der Konkordanz. Jeder Bürger kann neben- oder ehrenamtlich öffentliche Ämter und Aufgaben übernehmen.
Das Vertrauen in das politische System ist in der Schweiz sehr hoch und hängt mit der Befürwortung des Milizsystems durch die Bürger zusammen.

## Definition
Die eigentliche Milizarbeit gilt als nebenamtliche Tätigkeit für den Staat (Gemeinwesen) beziehungsweise das Gemeinwohl (bonum commune). Im Unterschied dazu wird die Freiwilligenarbeit für Vereine, Genossenschaften oder die Nachbarschaft geleistet. Beide werden nicht als Erwerbstätigkeiten zur Sicherung des Lebensunterhalts definiert, auch wenn dafür geringfügige Entschädigungen bezahlt werden. In der Praxis gibt es viele Überschneidungen: Das Milizsystem wäre ohne die Unterstützung durch unzählige zivile Vereine und politische Parteien nicht denkbar. Die Milizarmee profitiert unter anderem von der ausserdienstlichen Körperertüchtigung in Sportvereinen und dem regelmässigen Training in Schiessvereinen sowie zahlreichen Leistungswettbewerbsveranstaltungen auf regionaler und nationaler Ebene (Eidgenössische Feste). Die Milizbehörden werden grösstenteils durch die politischen Parteien rekrutiert, organisiert und ausgebildet.

## Ursprünge des Milizsystems

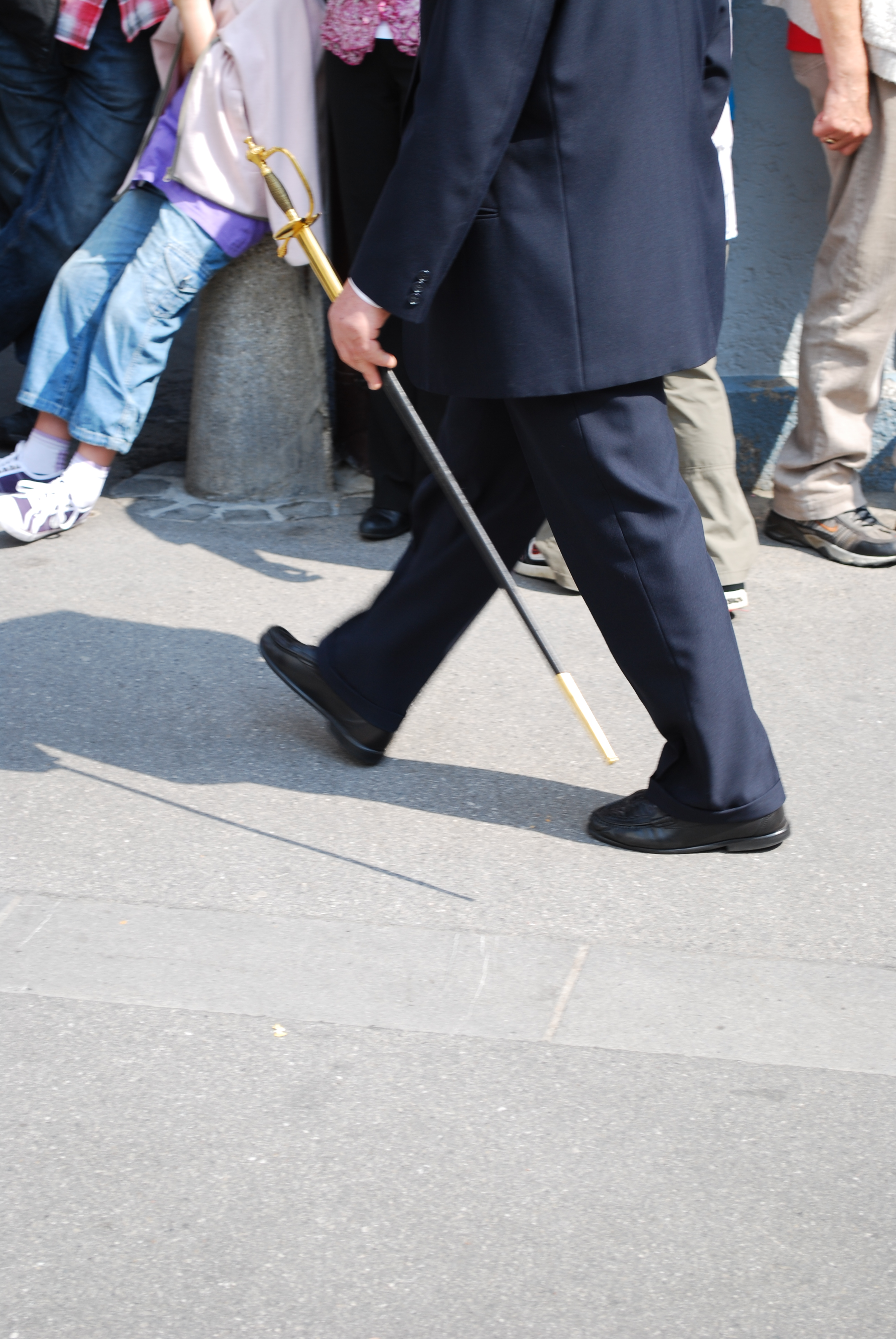
Landsgemeindesäbel als Symbol der Wehrfähigkeit: «Bürger und Soldat»

Dieses Prinzip hat eine lange Tradition, die auf den bereits in der Antike entwickelten Gedanken der Einheit von «Bürger und Soldat» zurückreicht. In der Attischen Demokratie und in der frühen römischen Republik bezeichnete der Begriff die Ausübung ziviler Ämter. Die freien und selbständig wehrfähigen grundbesitzenden Bürger beschlossen in der Volksversammlung jede einzelne Angelegenheit.
Die nur in der Schweiz gebräuchliche Bezeichnung «Milizsystem», abgeleitet vom lateinischen militia, verweist auf die Verwandtschaft mit der Bürgerwehr oder dem Volksheer, im Gegensatz zum stehenden Heer. Die Ausdehnung auf den politischen Bereich erfolgte in der Zeit des Ancien Régime. Das Recht auf Mitbestimmung im Gemeinwesen ging Hand in Hand mit der Pflicht, dieses zu verteidigen.
Die schweizerische Milizarmee geht auf die Aufgebote in den eidgenössischen Orten im Spätmittelalter zurück. Der Grundsatz «Die Schweiz hat eine Armee. Diese ist grundsätzlich nach dem Milizprinzip organisiert.» wurde 1999 in Artikel 58 der Bundesverfassung verankert.
Seit dem 13. Jahrhundert wurde die Milizidee bei der Bevölkerung in den eidgenössischen Städte- und Landsgemeindeorten, wie im Beispiel des Bundesbriefes von 1291, gelegt. Die Milizarbeit ist, als republikanische Identität verstanden, eine wichtige Stütze der politischen Kultur der Schweiz und mit der direkten Demokratie verknüpft. Die politischen Wurzeln des Milizsystems stammen aus dem Ancien Régime. Damals floss das Prinzip der Freiwilligkeit und Unentgeltlichkeit in genossenschaftliche Organisationsformen ein und das christliche Prinzip der Pflicht zur Hilfeleistung (Caritas) führte zur Bildung wohltätiger Milizorganisationen.
Schweizer Frühaufklärer (Beat Ludwig von Muralt, Isaac Iselin) proklamierten Mut, Sparsamkeit, gegenseitige Hilfe, Vertrauen in das eigene Urteilsvermögen sowie Verachtung der höfischen Pracht seien notwendige republikanische Werte, um ein nationales Selbstverständnis und eine schweizerische kommunale Republik aufzubauen. In den neuen Kantonsverfassungen ab 1830 wurde das Milizsystem auf die Gemeinden und deren Selbstverwaltung übertragen.

## Anwendung des Milizprinzips
Beispiele für den schweizerischen Milizgedanken, einem wesentlichen Merkmal der föderalistischen direktdemokratischen Schweiz, finden sich im öffentlichen Bereich:
- In den Kantonen und Gemeinden sind die Mitglieder der Parlamente, in kleineren Gemeinden auch die Mitglieder der Exekutive nebenamtlich tätig, was aber auch für die meisten anderen europäischen Länder zutrifft. Das nationale Parlament wird zwar auch als «Milizparlament» bezeichnet, das entspricht aber heute nicht mehr den Fakten:

Die meisten Mitglieder in beiden Kammern des schweizerischen Parlaments (Stände- und Nationalrat) sowie in den Parlamenten auf Kantons- und Gemeindeebene gehen neben ihrer Ratstätigkeit noch einem Beruf nach. Diese Parlamente werden in der Schweiz landläufig als «Milizparlamente» bezeichnet, was in der Realität aber nur für die Kantons- und Gemeindeparlamente zutrifft. Neuere Studien zeigen, dass nur noch etwas mehr als 10 % der Mitglieder des Nationalrates weniger als ein Drittel ihrer Arbeitszeit für das Parlamentsmandat aufwenden und somit als «Milizparlamentarier» im engen Sinne bezeichnet werden können. Im Ständerat ist diese Kategorie gegenwärtig ganz verschwunden: Die Mehrheit der Mitglieder wendet mehr als zwei Drittel ihrer Arbeitszeit für das Parlamentsmandat auf. Das nationale Parlament stellt somit eine Mischung zwischen Teilzeit- und Berufsparlament dar. Neue Erhebungen der 51. Legislaturperiode zeigen, dass im Nationalrat 29 %, im Ständerat sogar 35 % komplette Berufspolitiker sind. Dass der Anteil im Ständerat höher ist, kann auf die höhere Arbeitsbelastung der Ständerate zurückgeführt werden, die im Schnitt doppelt so viele Kommissionssitze innehaben. Mit einem Anteil von 37 % ist jeder neu gewählte Abgeordnete (bezieht sich auf die Parlamentswahl von 2019) der Eidgenössischen Räte als Berufspolitiker zu bezeichnen. Im Jahre 2017 belief sich der durchschnittliche Beschäftigungsgrad von Ständeräten auf 71 % und bei Nationalräten auf 87 %. Im Jahr 2021 erhielten die Mitglieder des Nationalrates durchschnittlich Fr. 74'747.– steuerpflichtiges Einkommen und Fr. 60'618.– steuerbefreite (Spesen-)Entschädigungen. Weil die Mitglieder des Ständerates in einer grösseren Zahl von Kommissionen Einsitz nehmen, sind ihre Bezüge höher, nämlich im Durchschnitt Fr. 81'542.– Einkommen und Fr. 62'909.– Entschädigungen (siehe auch den Abschnitt Schweiz im Artikel Abgeordnetenentschädigung).
In den kleineren Gemeinden werden die meisten Behördenämter (Schulpflege, Sozialbehörde, Rechnungsprüfungskommission, Tiefbau- und Werkkommission, Baukommission, Liegenschaftenkommission, Kulturkommission, Landschaftsentwicklungskonzept (LEK)-Kommission, Wahlbüro usw.) durch Milizbehörden ausgeführt. Bei schätzungsweise 100.000 Personen wäre jeder 50. Schweizer Stimmberechtigte lokalpolitisch engagiert.
- Das Milizprinzip gilt auch in der Schweizer Armee und bei der örtlichen Feuerwehr:

Die Schweizer Armee besteht aus Soldaten und Offizieren, die einen zivilen Beruf haben und während einer gewissen Anzahl von Jahren wochenweise oder en bloc zum Militärdienst aufgeboten werden. Die Schweiz hat kein stehendes Heer. Beispiele sind der ehemalige Brieftaubendienst und der Seilbahndienst.
In der örtlichen Milizfeuerwehr besteht grundsätzlich die Dienstpflicht für jedermann, egal ob Mann oder Frau – Schweizer oder Nichtschweizer.

## Miliztätigkeit in der Gegenwart
Die Miliztätigkeit hat nach wie vor einen grossen Umfang und wird hoch geschätzt. Der Soziologe Markus Freitag nannte sie den «Goldstandard der politischen Beteiligung». 75 Prozent der im Jahr 2019 befragten fanden das Milizsystem gut. Trotzdem müssen oft Bürger von den bestehenden Behörden zu einer Kandidatur überredet werden. Die Rekrutierung werde immer schwieriger, weil sich weniger Menschen für die Miliztätigkeit, vor allem wenn sie mit Verantwortung verbunden ist, zur Verfügung stellen. Das passe nicht «zum Zeitgeist der Individualisierung und Ungebundenheit», so Freitag 2019. Die freiwillige, nebenberufliche und ehrenamtliche Übernahme öffentlicher Aufgaben und Ämter wird meist nicht oder nur teilweise entschädigt. Dort wo die Miliztätigkeit durch Professionalisierung (externe Schulevaluation, Kindes- und Erwachsenenschutzbehörde (KESB) usw.) ersetzt wird, fallen ein mehrfaches an Kosten an und die Akzeptanz ist geringer, weil die Miliz in der Bevölkerung verankert ist.
Jede Generation muss an der Volksschule wieder neu über den Sinn und Wert des Milizprinzips im Rahmen der Schweizer Geschichte aufgeklärt werden. Dem Mangel an Milizbehörden in den Gemeinden versuchte man mit Gemeindefusionen abzuhelfen, was allerdings nicht gelungen ist, da sich die Menschen gegenüber den neuen Gemeinden weniger verbunden und verantwortlich fühlen. Das Milizprinzip bildet das ethische Fundament für die schweizerische direkte Demokratie, weil es eine vom Milizgeist geprägte Gesellschaft braucht, um kulturelle Werte schaffen und  entwickeln zu können.
Der Milizgedanke im politischen Bereich bringt Vorteile, denn es kann berufliches Wissen in das politische Amt eingebracht werden. Dies ist einer pragmatischen, an den realen Problemen orientierten Amtsführung förderlich, problematisch sind mögliche Interessenkollisionen. Viele Gemeinden haben keine andere Möglichkeit, als solche Interessenvertreter zu bestimmen, da sich andere Personen wegen des Mangels an Fachwissen nicht um das Amt bewerben.  Die gesetzlich vorhandene Ausstandspflicht bei Interessenkollision ist nur sehr beschränkt anwendbar, da das Amt bei deren konsequenter Anwendung nicht hinreichend zu besetzen wäre. Ähnliche Problemstellungen ergeben sich auch im Bundesparlament. Dort gibt es viele Vertreter, die in oftmals mehreren Verwaltungsräten der Wirtschaft Einsitz nehmen oder ein Unternehmen führen.

### Amtspflicht
Eine Amtspflicht, früher meist ausdrücklich Amtszwang genannt, bestand im Jahr 2024 noch in sieben Kantonen. Die Pflicht bedeutet, dass auch Personen, die sich gar nicht zur Wahl stellten, in ein Amt gewählt werden können und dieses nach Beurteilung einer Beschwerdemöglichkeit auch antreten müssen. Während andere Kantone im Laufe der Jahre abschafften, stand dieser Entscheid in den Kantonen Zürich, Nidwalden, Appenzell Innerrhoden, Luzern, Solothurn, Wallis und Uri noch aus; im Kanton Uri hatte das Stimmvolk im Jahr 2016 mit einer Zustimmung von 72 Prozent eine Busse von 5000 Franken gut geheissen, sollte das Amt verweigert werden, nebst einem möglichen Eintrag ins Strafregister. Gleichzeitig wurden aber Personen über 65 Jahre davon befreit und die Beschwerdemöglichkeit «aus gewichtigen Gründen» verankert, nebst der Umbenennung des Gesetzes «über den Amtszwang» in «Gesetz zur Besetzung von Behörden». Zwangsgewählte schätzten andererseits die Wertschätzung ihrer Mitbürger und die Möglichkeit, sich in ein Amt zu schicken und dabei rasch und viel zu lernen.

## Jahr der Milizarbeit
Der Schweizerische Gemeindeverband (SGV) will das Milizsystem stärken, damit es zukunftsfähig bleibt, weil das politische System der Schweiz von der Partizipation und dem Engagement der Bürgerinnen und Bürger lebe. Dazu werden Plattformen geschaffen, um Impulse zu geben und aufnehmen zu können. Eine vertiefte interdisziplinäre Diskussion aus verschiedenen Perspektiven soll gefördert werden. Der Gemeindeverband hat das Jahr 2019 zum «Jahr der Milizarbeit» erkoren.